# Chillicothe (Missouri)
Chillicothe is een plaats (city) in de Amerikaanse staat Missouri, en valt bestuurlijk gezien onder Livingston County.

## Demografie
Bij de volkstelling in 2000 werd het aantal inwoners vastgesteld op 8968.
In 2006 is het aantal inwoners door het United States Census Bureau geschat op 8740, een daling van 228 (-2,5%).

## Geografie
Volgens het United States Census Bureau beslaat de plaats een oppervlakte van
16,9 km², geheel bestaande uit land.

## Plaatsen in de nabije omgeving
De onderstaande figuur toont nabijgelegen plaatsen in een straal van 20 km rond Chillicothe.